# Marian Bukowski
Marian Bukowski (ur. 8 września 1902 w Rypinie, zm. 11 listopada 1939) – inżynier hydrotechnik, budowniczy portu w Gdyni.

## Życiorys
Pochodził z Rypina, był synem Antoniego i Leokadii z Milczarków. Uczęszczał do jednego z gimnazjów warszawskich, następnie studiował na Wydziale Inżynierii Wodnej Politechniki Warszawskiej; dyplom uzyskał w roku 1926. W 1920 służył ochotniczo w Wojsku Polskim, przez rok przebywał w niewoli rosyjskiej. Po ukończeniu studiów przez dwa lata pracował w Krajowym Towarzystwie Melioracyjnym w Warszawie, ale w 1928 roku przeprowadził się do Gdyni, gdzie został kierownikiem robót czerpalnych w biurze inż. Tadeusza Wendy, wówczas naczelnika budowy portu. Po utworzeniu Urzędu Morskiego został kierownikiem oddziału hydrotechniczno-drogowego III Wydziału UM. Inż. Wenda, odchodząc w 1937 roku na emeryturę, wyznaczył go na swego następcę.
Bukowski należał do grona założycieli Związku Zawodowego Inżynierów Lądowych i Wodnych; był też przewodniczącym komitetu budowy Domu Inżyniera w Gdyni i członkiem zarządu Gdyńskiego Towarzystwa Technicznego. W prasie fachowej opublikował szereg artykułów na temat budowy dróg i portów.
We wrześniu 1939 roku został aresztowany przez Niemców, a następnie zamordowany w Piaśnicy. Podczas ekshumacji w roku 1946 jego ciało zostało rozpoznane przez brata. Został pochowany na cmentarzu wojskowym w Redłowie.
Był żonaty z Marią Kamińską (ślub w 1928).